# محمد احمد (بازیکن فوتبال)
محمّد احمد (عربی: محمّد أحمد؛ زاده ۱۶ آوریل ۱۹۸۹) یک بازیکن فوتبال است.
وی همچنین در تیم ملی فوتبال امارات متحده عربی بازی کرده‌است.